# Pollenia buccalis
Pollenia buccalis är en tvåvingeart som först beskrevs av Robineau-desvoidy 1863.  Pollenia buccalis ingår i släktet vindsflugor, och familjen spyflugor.
Artens utbredningsområde är Frankrike. Inga underarter finns listade i Catalogue of Life.